# Paramachaerium schunkei
Paramachaerium schunkei é uma espécie vegetal da família Fabaceae.
Apenas pode ser encontrada no Peru.